# باشگاه ورزشی آلکوباسا
باشگاه ورزشی آلکوباسا (به پرتغالی: Ginásio Clube Alcobaça) یک باشگاه ورزشی پرتغالی است که در شهر آلکوباسا قرار دارد.
این باشگاه در سال ۱۹۴۶ تأسیس شد. در فصل ۲۰۱۸/۱۹ تیم بزرگسالان در دسته اول اتحادیه فوتبال لیریا رقابت کرد.

## حضور در دسته‌های لیگ‌های پرتغال
- دسته ۱: ۱
- دسته دوم: ۱۴
- دسته سوم: ۳۴

## تاریخچه لیگ
این باشگاه سابقه یک فصل حضور در دسته برتر لیگ‌های فوتبال پرتغال را در فصل ۱۹۸۲/۸۳ در کارنامه دارد.
| فصل       | دسته                              | رتبه | بازی‌ها | برد | تساوی | باخت | گل. ز | گل. خ | امتیاز | یادداشت |
| --------- | --------------------------------- | ---- | ------ | --- | ----- | ---- | ----- | ----- | ------ | ------- |
| ۱۹۸۲/۱۹۸۳ | لیگ برتر                          | 16   | 30     | 4   | 7     | 19   | 20    | 56    | 15     | سقوط    |
| ۲۰۰۸/۰۹   | اتحادیه فوتبال لیریا – دسته Honra | 2    | 30     | 20  | 4     | 6    | 57    | 25    | 64     |         |
| ۲۰۰۹/۱۰   | اتحادیه فوتبال لیریا – دسته Honra | 3    | 30     | 17  | 8     | 5    | 59    | 24    | 59     |         |
| ۲۰۱۰/۱۱   | اتحادیه فوتبال لیریا – دسته Honra | 1    | 30     | 22  | 5     | 3    | 68    | 19    | 71     | صعود    |
| ۲۰۱۱/۱۲   | سری دی                            | 9    | 28     | 9   | 8     | 11   | 38    | 29    | 26     |         |

## افتخارات
- دسته اول اتحادیه فوتبال لیریا

- ۱۹۴۶/۴۷، ۱۹۵۰/۵۱، ۱۹۵۳/۵۴، ۱۹۵۵/۵۶، ۱۹۵۷/۵۸، ۱۹۵۸/۵۹، ۱۹۷۱/۷۲، ۱۹۹۲/۹۳، ۱۹۹۵/۹۶، ۲۰۰۰/۰۱، ۲۰۱۰/۱۱

- جام حذفی اتحادیه فوتبال لیریا

- ۲۰۰۴/۰۵

## بهترین عملکرد
- پریمیرا لیگا: ۱۶ام (فصل ۱۹۸۲/۸۳)
- جام پرتغال: ۱/۲ (فصل ۱۹۸۱/۸۲)